# Fiodor Jazykowicz
Fiodor Michajłowicz Jazykowicz (ros. Фёдор Михайлович Языкович, ur. 5 lutego?/18 lutego 1903 we wsi Staroje Zalicwinnie w guberni mohylewskiej, zm. 7 kwietnia 1943 w stanicy Bryniowa na linii kolejowej Brześć-Homel) – radziecki i białoruski działacz partyjny, wojskowy i dowódca partyzancki.
Od 1923 działacz polityczny, związkowy, kulturalno-oświatowy i pedagogiczny w Białoruskiej SRR, 1931 przyjęty do WKP(b), 1936 ukończył Wyższą Komunistyczną Szkołę Gospodarki Rolnej im. Lenina. 1938-1939 instruktor KC Komunistycznej Partii (bolszewików) Białorusi, od 1939 do lutego 1941 kierownik wydziału Poleskiego Komitetu Obwodowego KP(b)B, następnie II sekretarz tego komitetu. Od sierpnia 1941 wojskowy komisarz Zbiorczej Grupy Kawaleryjskiej Frontu Centralnego (później również Frontu Północno-Zachodniego i Briańskiego), starszy komisarz batalionu, później wojskowy komisarz dywizji kawalerii, następnie dywizji piechoty. 16 listopada 1942 postanowieniem Biura Politycznego KC KP(b)B został pełnomocnikiem KC KP(b)B w obwodzie poleskim, od lutego 1943 równocześnie dowódca radzieckiego zgrupowania partyzanckiego na Polesiu i sekretarz Podziemnego Poleskiego Komitetu Obwodowego KP(b)B. Zginął w walce. Odznaczony Orderem Czerwonego Sztandaru (listopad 1941) i pośmiertnie Orderem Lenina.